# 5663 McKeegan
5663 McKeegan è un asteroide della fascia principale. Scoperto nel 1981, presenta un'orbita caratterizzata da un semiasse maggiore pari a 2,3897524 UA e da un'eccentricità di 0,2693481, inclinata di 6,45306° rispetto all'eclittica.